# Obsession (Army of Lovers)
Obsession is een lied uit 1991 van de Zweedse groep Army of Lovers en verscheen tevens op hun album Massive Luxury Overdose. Het lied stond in België 13 weken in de hitlijst waarvan twee weken op de vierde plaats. In de Nederlandse Top 40 stond het lied 9 weken in de lijst met eveneens negen als de hoogste positie. In 1992 werd het lied uitgebracht in de Verenigde Staten met enkele wijzigingen. Ook bracht de groep in 1992 een tweede videoclip uit van het nummer waarbij Camilla Henemark werd vervangen door Michaela Dornonville De la Cour.